# 스칼라 IF
스칼라 IF(Skála Ítróttarfelag)는 1965년 5월 15일에 창단된 페로 제도 스칼리의 축구 클럽으로, 현재 페로 제도 2부 리그에서 활동하고 있다.